# Vulsor penicillatus
Espèce
Vulsor penicillatus est une espèce d'araignées aranéomorphes de la famille des Viridasiidae.

## Distribution
Cette espèce est endémique de Madagascar.

## Description
La femelle holotype mesure 18 mm.

## Systématique et taxinomie
Cette espèce a été décrite par Simon en 1896.

## Publication originale
- Simon, 1896 : « Arachnides recueillis aux environs de Majunga par M. Bastard et envoyés au laboratoire d'entomologie du Muséum. » Bulletin du Muséum d'Histoire Naturelle, vol. 2, p. 333-335 (texte intégral).